# Vicente Caruz
Carlos Eduardo Vicente Rogelio Caruz Middleton (Melipilla, 4 de noviembre de 1942) es un ingeniero, académico, empresario y consultor chileno, gestor y accionista del Banco del Desarrollo de su país por más de tres décadas.
Nacido del matrimonio conformado por Vicente Caruz Hermosilla y Eliana Middleton Aguirre, se formó en el Liceo Alemán de Santiago, hasta donde llegó siendo pequeño desde su ciudad natal.
 Más tarde se incorpraría a la Universidad de Chile, siempre en la capital, donde cursaría la carrera de ingeniería civil.
Una vez titulado, ejerció como académico de la misma facultad, así como funcionario administrativo, primero a cargo de la secretaría general y luego al mando de la unidad de extensión.
En 1973 se vinculó al sector financiero, por expresa petición del cardenal Raúl Silva Henríquez, formando junto a otros la Cooperativa de Ahorro y Crédito Laboral y de Garantía Industrial (ACL). En 1978 pasó a ocupar la gerencia general de la sucesora de ésta, la Financiera de Interés Social (Fintesa).
En 1983, en medio de una fuerte crisis económica, participó, junto a un grupo de profesionales cristianos y a la propia Iglesia católica chilena, en la fundación del Banco del Desarrollo, proyecto de mayor escala donde ocuparía la gerencia general por espacio de trece años.
En ese cargo lideró la consolidación de la entidad, lo que pasó por, entre otras cosas, la incorporación de socios extranjeros y la estabilización de su cartera.
En 1996 asumió como presidente de la empresa, en reemplazo de Domingo Santa María Santa Cruz.
Permaneció en esa responsabilidad hasta fines de noviembre de 2007, cuando se concretó la venta de la sociedad al grupo canadiense Scotiabank. Tras ello emprendió proyectos en diversos ámbitos.
En los años 2000 fue presidente de la Federación del Rodeo Chileno.